# Estación de Sahagún
Estación de Sahagún vasútállomás Spanyolországban, Sahagún településen.

## Vasútvonalak
Az állomást az alábbi vasútvonalak érintik:
- Venta de Baños-Gijón-vasútvonal

## Kapcsolódó állomások
A vasútállomáshoz az alábbi állomások vannak a legközelebb: